# Оттонвиль
Оттонви́ль (фр. Ottonville) — коммуна во французском департаменте Мозель региона Лотарингия. Относится к кантону Буле-Мозель.	

## География
Оттонвиль расположен в 28 км к северо-востоку от Меца и в 5 км к северо-востоку от Булеи-Мозель. Соседние коммуны: Вельвен на севере, Тетершан на северо-востоке, Кум на юго-востоке, Дантен на юге, Булеи-Мозель, Энканж, Рупельданж и Генкиршан на юго-западе, Эбланж на западе, Беттанж и Вальмэнстер на северо-западе.

## История
- Оттонвиль принадлежал епископату Меца.
- Коммуна была уничтожена во время Тридцатилетней войны 1618—1648 годов.

## Демография
По переписи 2008 года в коммуне проживал 401 человек.	

## Достопримечательности
- Следы галло-романской культуры.
- Церковь святого Петра 1845 года.
- Линия Мажино проходит через Оттовиль. В окрестностях коммуны были сооружены два бункера: бункер Бованбер на одноимённом холме и бункер Дантен. Кроме этого здесь расположены многочисленные блокпосты.